# Retard de propagació del senyal

Figura 1. Il·lustració dels temps de pujada i baixada utilitzats per caracteritzar el retard de propagació d'una porta. Una porta NOT s'utilitza com a exemple.

El retard de propagació del senyal és el temps que triga un senyal a arribar al seu destí. Pot relacionar-se amb xarxes, electrònica o física. El temps de retenció és l'interval mínim necessari perquè el nivell lògic romangui a l'entrada després d'activar el flanc del pols del rellotge.
A les xarxes d'ordinadors, el retard de propagació és la quantitat de temps que triga el cap del senyal a viatjar des de l'emissor al receptor. Es pot calcular com la relació entre la longitud de l'enllaç i la velocitat de propagació sobre el medi específic.

Figura 2. Un sumador complet té un retard de porta global de 3 portes lògiques des de les entrades A i B fins a la _{sortida} C mostrada en vermell.

El retard de propagació és igual a d/s on d és la distància i s és la velocitat de propagació de l'ona. En la comunicació sense fil, s = c, és a dir, la velocitat de la llum. En cables de coure, la velocitat s generalment oscil·la entre .59c i .77c. Aquest retard és el principal obstacle en el desenvolupament d'ordinadors d'alta velocitat i s'anomena coll d'ampolla d'interconnexió en sistemes IC.
En electrònica, circuits digitals i electrònica digital, el retard de propagació, o retard de la porta, és el període que comença quan l'entrada d'una porta lògica es torna estable i vàlida per canviar, fins al moment en què la sortida d'aquesta porta lògica és estable. i vàlid per canviar. Sovint, a les fitxes de dades dels fabricants, això fa referència al temps necessari perquè la sortida arribi al 50% del seu nivell de sortida final des que l'entrada canvia al 50% del seu nivell d'entrada final. Això pot dependre de la direcció del canvi de nivell, en aquest cas es donen retards separats de caiguda i pujada tPHL i tPLH o tf i tr (figura 1). La reducció dels retards de la porta en els circuits digitals els permet processar dades a un ritme més ràpid i millorar el rendiment general. La determinació del retard de propagació d'un circuit combinat requereix identificar el camí més llarg dels retards de propagació d'entrada a sortida i afegint cada retard de propagació al llarg d'aquest camí (figura 2).